# Tygers of Pan Tang
Tygers of Pan Tang est un groupe de heavy metal traditionnel britannique, originaire de Whitley Bay, en Angleterre. Apparenté à la New wave of British heavy metal, le groupe se sépare en 1987, et se reforme en 1999. Le nom s'inspire des tigres sacrés de l'île de Pan Tang, tiré des ouvrages d'Elric de Melniboné de Michael Moorcock.

## Biographie

### Débuts (1978-1983)
Originaire du nord-est de l'Angleterre, le groupe se composait à ses débuts de Jesse Cox au chant, Robb Weir aux guitares, Rocky (de son vrai nom Richard Laws) à la basse et Brian Dick à la batterie. Après d'incessants concerts, ils se constituent un groupe de nombreux fans et sont assez vite signés par le label indépendant Neat Records avant que le label majeur MCA Records les signe à son tour. Après la sortie de quelques singles, ils enregistrent leur premier album Wild Cat en 1980. John Sykes rejoint alors le groupe comme second guitariste. Jess Cox est ensuite remplacé par le chanteur Jon Deverill (ex-Persian Risk), plus expérimenté. Cette formation enregistre ce qui sera son album le plus puissant, Spellbound, en 1981.
Après la sortie de son troisième opus, la même année, Crazy Nights, John Sykes quitte le groupe pour rejoindre Thin Lizzy et est remplacé promptement par l'ex-guitariste de Penetration, Fred Purser, qui n'a que deux jours pour apprendre les morceaux du groupe avant un départ en tournée.
Le quatrième album The Cage est considéré comme le plus accompli et l'avenir du groupe s'annonçait radieux. En raison d'un désaccord avec MCA, cela n'est pas le cas. Le label demande au groupe de faire plus de reprises dans le style de leur single, Love Potion No. 9 mais le groupe refuse, et MCA décide alors d'arrêter la promotion du groupe. Celui-ci essaye alors de rompre son contrat mais la somme demandée par MCA était trop importante et décourage tous les autres label de racheter les droits du groupe qui décide de se séparer. De son côté, John Sykes connaît un grand succès avec Thin Lizzy puis Whitesnake.

### Reformation (1985-1987)
En 1985, Jon Deverill et Brian Dick reforment le groupe avec Steve Lamb et Neil Shepherd aux guitares et Colin Irwin à la basse, celui-ci est rapidement remplacé par Dave Donaldson. Pendant ce temps Robb Weir et Jess Cox forment un projet parallèle appelé Tyger Tyger. Les nouveaux Tygers of Pan Tang enregistrent deux albums studio, The Wreck-Age en 1985, et Burning in the Shade en 1987. Devant le peu de succès de ces albums, le groupe se séparera à nouveau.

### Nouvelles activités (depuis 1998)
En 1998 lors du Wacken Open Air Festival, Jess Cox rejoignit le groupe anglais Blitzkrieg sur scène et interpréta trois anciennes chansons de Tygers of Pan Tang avec eux. Le public était si enthousiaste que les organisateurs de l’événement proposèrent que le groupe se reforme et participe en tant qu'invité au prochain festival en 1999. Brian Dick et Rocky étant pas enclins à rejoindre les nouveaux Tygers, le groupe se composait de Jess Cox, Robb Weir et de trois musiciens de Blitzkrieg, Glen Howes à la guitare, Gavin Gray à la basse et Chris Percy à la batterie. Le concert est mémorable et donne lieu au premier album live du groupe, Live at Wacken en 2001.
En 2001, Robb Weir seul membre original reforme le groupe avec Tony Lidell (chant), Dean Robertson (guitare), Brian West (basse) et Graig Ellis à la batterie. Il enregistrent un album studio en 2001, Mystical et Noises in the Cathouse en 2004 avec un nouveau chanteur Richie Wiks. Celui-ci quitte le groupe la même année et est remplacé par le chanteur italien Jocobo Meille. Entre-temps en 2003, il enregistre un split album avec Girlschool et le Oliver/Dawson Saxon intitulé The Second Wave: 25 Years of NWOBHM qui sera suivi d'une tournée en commun. Le groupe enregistre un EP, Back and Beyond et l'album Animal Instinct en 2008. Depuis le groupe continue à tourner régulièrement. En 2009, le groupe réenregistre sa chanson Live for the Day sous le titre Live for the Bay pour leur club de football local.
En 2010, pour fêter les trente ans de son premier album, le groupe réenregistre Wild Cat, qui est exclusivement vendu sur leur site web. En juillet 2012, le groupe annonce un nouvel album, Ambush, pour septembre la même année. En janvier 2013, le groupe annonce le départ du guitariste Dean Robertson, et cherche un remplaçant. Le mois suivant, ils annoncent Micky Crystal.
En janvier 2016, le groupe annonce un nouvel album prévu pour août 2016. Des plus amples détails sont révélés en juillet 2016. L'album s'intitule Under the Influence.

## Discographie

### Albums studio
- 1980 : Wild Cat
- 1981 : Spellbound
- 1981 : Crazy Nights
- 1982 : The Cage
- 1985 : The Wreck-Age
- 1987 : Burning In The Shade
- 2001 : Mystical
- 2004 : Noises From The Cathouse
- 2008 : Animal Instinct
- 2012 : Ambush
- 2016 : Tygers of Pan Tang
- 2019 : Ritual
- 2023 : Bloodlines

### Albums live
- 2001 - Live at Wacken
- 2001 - Live at Nottingham Rock City
- 2003 - Live in the Roar
- 2005 - Leg of the Boot - Live in Holland

### Compilations
- 1986 - First Kill
- 1999 - On the Prowl: The Best of Tygers of Pan Tang
- 2005 - Detonated
- 2005 - Big Game Hunting (The Rareties)

## Membres

### Membres actuels
- Robb Weir - guitare
- Jacobo Meille - chant
- Michael McCrystal - guitare
- Gavin Gray - basse
- Craig Ellis - batterie, percussions

### Anciens membres
- Jesse Cox - chant (1978-1981, 1999)
- Jon Deverill - chant (1981-1983, 1985-1987)
- Tony Lidell - chant (2000-2004)
- Richie Wicks - chant (2004)
- John Sykes- guitare (1980-1982)
- Fred Purser - guitare (1982-1983)
- Neil Shepherd - guitare (1985-1987)
- Steve Lamb - guitare (1985-1987)
- Glen Howes - guitare (1999)
- Richard Laws - basse (1978-1983)
- Clin Irwin - basse (1985)
- Dave Donaldson - basse (1985-1987)
- Gavin Gray - basse (1999, 2012)
- Brian Dick - batterie (1978-1983, 1985-1987)
- Chris Percy - batterie, percussions (1999)
- Brian West - batterie, percussions (2001-2012)